# 王玉珏
王玉珏（1937年12月—），原名王淑贞，女，汉族，河北玉田人，生于湖南郴州，中国画家，中国美术家协会理事，第八、九、十届全国政协委员。